# Vagabonds !
Vagabonds! est un roman écrit par Eloghosa Osunde et publié en 2022.

## Thème
Le roman, qui rassemble plusieurs nouvelles, parle des difficultés de la communauté LGBT au Nigeria, où l'homosexualité est pénalisée,,. Ses personnages sont des vagabonds, des personnes marginalisées, en raison de leur orientation sexuelle ou leur identité de genre, leur classe sociale, leur pauvreté ou encore leur apparence. Certains sont des Nigérians issus des campagnes venus à Lagos tenter leur chance dans la capitale. La plupart remettent en cause les normes sociales.
Parmi les personnages, on retrouve aussi de riches membres de l'élite nigériane, ainsi que de nombreux esprits.
Dans son récit, Eloghosa  Osunde donne de la visibilité aux minorités sexuelles , en montrant l'hypocrisie des politiciens face à la diversité sexuelle et en soulignant les manières pour la communauté LGBT de résister face à la répression sociale et étatique.

## Publication
Le roman est paru chez Riverhead et fait 320 pages.